# Кладбище Коммунаров
Кла́дбище Коммуна́ров — мемориальное кладбище в центральной части Севастополя (Ленинский район). Кладбище расположено на месте Пятого бастиона (люнет Белкина) времён первой обороны Севастополя. Защитникам Пятого бастиона установлен обелиск.
Захоронение в 1920 г. по решению Севастопольского совета 49 коммунаров, участников подпольной борьбы в 1919—1920 годах, положило начало кладбищу в ноябре 1923 г; памятник им находится в конце главной аллеи. Главная аллея ведёт к памятнику лейтенанту П. Шмидту и казнённым морякам крейсера «Очаков» С. Частнику, Н. Антоненко и А. Гладкову, которые руководили восстанием на императорском Черноморском флоте в ноябре 1905 года и были казнены на острове Березань; их останки захоронены в Покровском соборе Севастополя в мае 1917 года.
В некрополе есть могилы участников обороны Севастополя в 1941—1942 годах, советских подпольщиков, братская могила моряков линкора «Новороссийск», затонувшего в Севастопольской бухте в 1955 году, могилы моряков других военных кораблей, в том числе и подводной лодки «Курск».

## Известные люди, захороненные на кладбище Коммунаров
- Авдеев, Николай Петрович, севастопольский подпольщик.
- Байда, Мария Карповна, санинструктор, Герой Советского Союза.
- Ванеев, Геннадий Иванович, военный историк.
- Водяницкий, Владимир Алексеевич, профессор.
- Зубков, Александр Илларионович, контр-адмирал.
- Канарёв, Виктор Павлович, генерал.
- Колесников, Аркадий Георгиевич, океанограф, академик АН УССР.
- Колядин, Виктор Иванович, генерал-майор авиации, Герой Советского Союза
- Коробков, Фёдор Григорьевич, генерал-майор авиации.
- Кузьмин, Александр Васильевич, вице-адмирал.
- Нёмитц, Александр Васильевич, вице-адмирал.
- Октябрьский, Филипп Сергеевич, адмирал.
- Онилова, Нина Андреевна, Герой Советского Союза.
- Оношко, Алла Ивановна, советская разведчица-парашютистка Приморской армии.
- Пилипенко, Владимир Степанович, вице-адмирал, Герой Советского Союза.
- Руднев, Иван Семёнович, вице-адмирал.
- Соколан, Степан Степанович — вице-адмирал, командир 30-й дивизии ПЛК, начальник Черноморского высшего военно-морского училища.
- Черкашин, Геннадий Александрович, писатель.
- Чиж, Станислав Александрович, скульптор, почётный гражданин города.
- Чурсин, Серафим Евгеньевич, адмирал.
- Шмидт, Пётр Петрович, руководитель восстания на Черноморском флоте в 1905 году.

## Памятники

Пятому бастиону (1905)
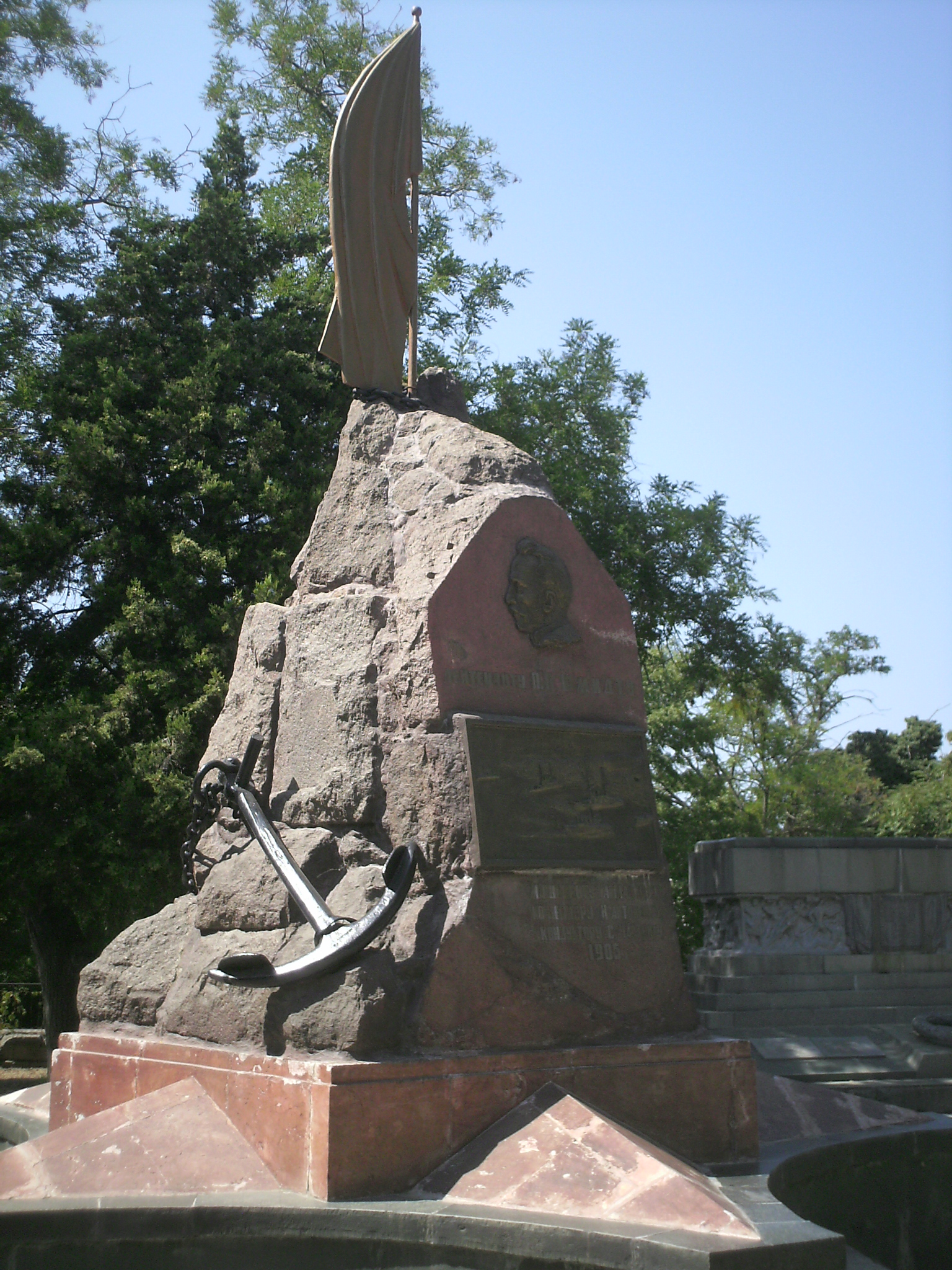
Руководителям восстания на Черноморском флоте (П. Шмидт, А. Гладков, Н. Антоненко, С. Частник) (1935, реставрирован в 1955 и 1967)
Руководителям восстания на корабле «Прут»
Коммунарам (1937)
Резервному батальону Брестского полка и Тарутинскому егерскому полку
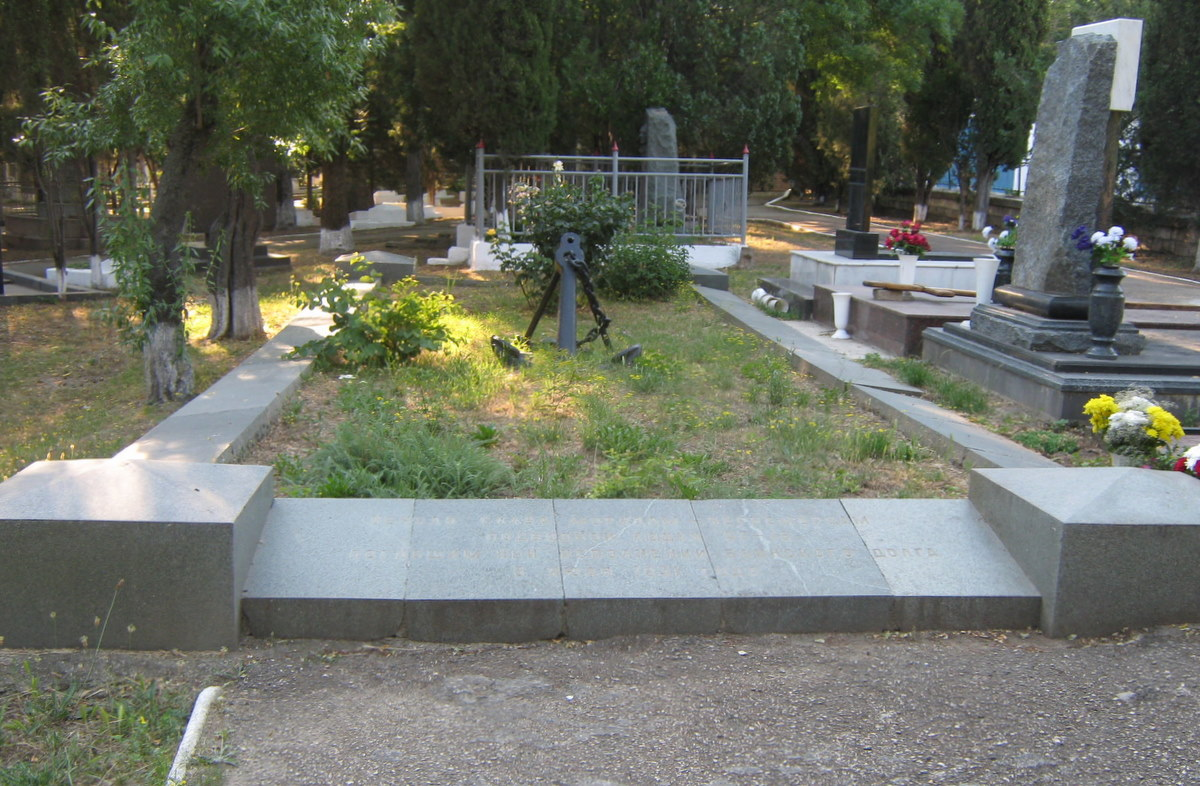
Братская могила членов экипажа подводной лодки «Металлист», погибших в 1931 году
Авиаторам — защитникам Севастополя Н. А. Острякову, Ф. Г. Коробкову и М. Г. Степаненко (1941)
Героям подполья (1963)
Морякам, погибшим на линкоре «Новороссийск»
Морякам противолодочного корабля «Отважный»
Погибшим в подводном крейсере «Курск» (2005)